# Gestapo (romanzo)
Gestapo è un romanzo scritto da Sven Hassel, parte di una serie di 14 romanzi ambientati nella Seconda Guerra Mondiale, nelle file dei battaglioni di disciplina dei carristi tedeschi.

## Trama
Ritroviamo i superstiti del battaglione di disciplina tedesco, decimato dalle sanguinose battaglia sul fronte orientale sovietico, descritti in Maledetti da Dio.
Fatti rientrare in patria per riformare i ranghi, sono sfuggiti ad un accerchiamento, alla morte, alle mine e ai cecchini nemici, o a granata. In un consiglio di guerra, un loro camerata, il tenente Ohlsen, compagno ed amico di mille avventure e fratello, subisce una sorte avversa. Il tenente verrà recluso e decapitato dopo aver subito una serie infinita di crudeli maltrattamenti che i suoi compagni e soldati del battaglione di disciplina conoscono molto bene, essendo stati anch'essi, per i più disparati motivi, vittime degli stessi nelle segrete delle prigioni di un regime che non permette a nessuno di pensare ed essere libero. Emblematica è la frase durante il processo dell'accusatore di Ohlsen, il dott. Beckmann: "Siamo qui per dare le prove delle accuse o del contrario. Se potete provare che le mie accuse non sono fondate potrete lasciare la sala da uomo libero".
“Libero?” è l'incredulo pensiero del tenente guardando la porta dietro i banchi del pubblico “nessuno è libero nel Terzo Reich. Dal poppante al vegliardo sul letto di morte sono tutti prigionieri” prigionieri di un sistema che li stritola e li condanna ancora prima dell'accertamento della colpa come il documento allegato agli atti dell'accusa di Ohlsen in cui si dispone già l'allestimento del patibolo per giustiziarlo.
Alla fine comunque i conti tornano sempre perché due dei tre guardiani-aguzzini del carcere dove era recluso il tenente finiscono nel battaglione di disciplina dei compagni di Ohlsen: anche loro vittime di un sistema che fino ad allora difendevano allo stremo per non perdere i piccoli privilegi che avevano acquisito in virtù della loro meschina crudeltà. In questo frangente le vittime si trasformano in aguzzini ma è ben poca soddisfazione dato che il battaglione è di nuovo pronto a partire per il fronte e a convivere con la morte.
È emblematico l'ultimo capitolo quando durante una notte di libera uscita presso le vie di Amburgo prima della partenza per il fronte una ex SS Rudolf Kleber finita nel battaglione di disciplina per mercato nero e furto desidera entrare a far parte del loro gruppo in qualità di trombettiere della compagnia. Porta ne saggia la consistenza come uomo e musicista inducendolo ad esibirsi in pezzi blues proibiti che Kleber suona magistralmente incantando anche un agente di polizia e due prostitute attratti dalle note agrodolci emesse dalla tromba; “avveniva qualcosa che loro non potevano comprendere fino in fondo, si trattava di scegliere qualcuno adatto a facilitare la morte ai paria di questo basso mondo. Ebbero improvvisamente l'idea di un mondo che non era il loro in cui uomini duri divenivano come bambini, proprio un momento prima di ricevere l'ultimo gelido bacio della morte”.

## Edizioni
- Gestapo, Collezione Il Cammeo, Milano, Longanesi, 1966,  p. 415.